# Paroisse civile en France
En dehors des villes, qui avaient un statut particulier, la paroisse constituait, jusqu'à la Révolution, la plus petite entité du maillage territorial du royaume de France et pratiquement la plus importante qu’il y eût sous l’Ancien régime.

## Histoire

### Origines
À l'origine, les paroisses, subdivisions des diocèses hérités du Bas-empire romain, étaient uniquement des circonscriptions religieuses de l'Église catholique. Les premières avaient été créées et organisées en France par saint Martin de Tours, au IVe siècle. Selon les principes de l'administration ecclésiastique, il fallut d'abord dix maisons pour les constituer les paroisses rurales. Par la suite, l'étendue de leur circonscription s'était d'abord progressivement adaptée aux besoins de la population, par l'intervention des évêques, et s'était ensuite fixée, jusqu'à l'Époque moderne, par les habitudes religieuses et locales.

### Paroisse civile et fiscale
À la fin du XIVe siècle d'institution ecclésiastique, la paroisse devînt une circonscription également civile et administrative, notamment fiscale, parce qu'elle constituait le cadre privilégié par le pouvoir civil pour asseoir sa fiscalité.
Son institution comme municipalité rurale ou communauté de campagne semble s'être généralisée après les lettres patentes de Charles VI, données en 1380 et conférant au duc de Berry, lieutenant général du Languedoc, le pouvoir d'accorder des assemblées aux gens de la campagne. Les paroisses devinrent alors des communautés, représentées par des syndics ou par un maire, que nommaient le plus souvent les seigneurs eux-mêmes. Les chartes de ces communautés étaient relatives aux places et marchés à établir, aux pâturages et biens communaux ou aux usages des bois et forêts. Ne possédant aucune juridiction, leur forme principale d'organisation consistait dans l'assemblée générale des habitants, convoqués au son de la cloche et à l'issue de la messe paroissiale pour délibérer relativement aux intérêts communs, sur la proposition du maire ou d'un syndic.
La fin du Moyen Âge vit la création des communautés, ou paroisses fiscales, ou collectes, ou taillable, pour la levée de l'impôt royal, la taille. Dans certaines provinces, leurs limites avaient été calquées sur celles des paroisses religieuses, alors que dans d'autres, les seigneuries avaient servi de référence (en particulier dans le Midi, où le mouvement communal amorcé au XIIe siècle avait créé des institutions municipales dans le cadre de la seigneurie). Les communautés étaient souvent administrées par des représentants de la population élus ou cooptés annuellement (consuls, échevins, jurats, etc.) et parfois par des conseils.
À la fin de l'Ancien régime, les paroisses civiles cédèrent leurs fonctions aux communes, créées par le décret de l'Assemblée nationale constituante du 14 décembre 1789, proclamé par le roi le 28 décembre 1789, supprimant et abolissant « les municipalités actuellement subsistantes en chaque ville, bourg, paroisse ou communauté, sous le titre d'hôtels-de-ville, mairies, échevinats, consulats, & généralement sous quelque titre & qualification que ce soit ».
On constate, à cette époque, que les notions de paroisse fiscale et de paroisse ecclésiastique ne coïncidaient plus tout à fait territorialement et qu'il n’était pas rare que plusieurs collectes formassent une seule paroisse ecclésiastique – et vice-versa. Selon les dépouillements opérés dans de nombreuses archives départementales par Antoine Follain, le nombre de paroisses religieuses était proche du nombre de communes (près de 40 000 paroisses, sur les 44 000 qui peuvent y prétendre, obtiennent ce statut) tandis que le nombre de paroisses fiscales excédait largement le nombre de clochers (paroissiaux) dans les campagnes. Le Rouergue comptait environ 700 communautés et 635 paroisses en 1788.

## Domaines de compétences
En matière civile et administrative, la paroisse remplissait, sur le territoire de la paroisse religieuse, certaines des fonctions actuellement dévolues à la commune, comme la tenue des registres de l’état civil, et elle estait en justice.
En matière fiscale, tandis que la paroisse ecclésiastique se limitait au territoire dans lequel s’exerçait l’autorité ecclésiastique d’un curé, la paroisse fiscale constituait le cadre de l’imposition à laquelle était assujettie une communauté d’habitants solidaire devant l’impôt. Au cours d'assemblées de paroisse rassemblant les chefs de famille de la paroisse, qui pouvaient être des veuves, les paroissiens répartissaient les impôts sur chaque foyer et désignaient chaque année les collecteurs. À la fin du XVIIIe siècle, c'est à la paroisse qu'il revenait de tenir les rôles et les tarifs de vingtième. 
Quant à elle, la paroisse ecclésiastique, bien que regroupant une communauté de fidèles autour d'un curé, d'une église et d'un cimetière et étant, de ce fait, investie d'une forte identité symbolique, n'avait de compétences qu'en matière religieuse. Elle administrait le culte et servait de base à la levée de la dîme et à sa répartition en trois parts : une pour la paroisse, une deuxième pour les pauvres et la troisième pour les clercs qui la desservent. .